# Ernest II (książę Saksonii-Gothy-Altenburga)
Ernest II Ludwik (ur. 30 stycznia 1745 w Gocie, zm. 20 kwietnia 1804 tamże) – książę Saksonii-Gothy-Altenburga. Jego władztwo było częścią Świętego Cesarstwa Rzymskiego, wolnomularz, członek iluminatów bawarskich. Pochodził z rodu Wettynów.
Urodził się jako czwarte dziecko księcia Saksonii-Gotha-Altenburg Fryderyka III i jego żony księżnej Ludwiki Doroty. Na tron wstąpił po śmierci ojca 10 marca 1772.
21 marca 1769 w Meiningen poślubił księżniczkę Saksonii-Meiningen Szarlottę. Para miała czterech synów:
- księcia Ernesta (1770–1779)
- Augusta (1772–1822), kolejnego księcia Saksonii-Gotha-Altenburg
- Fryderyk IV (1774–1825), również przyszłego księcia Saksonii-Gotha-Altenburg
- księcia Ludwika (1777–1777)